# 瓊雷話
瓊雷話是語言學中對閩語裡面的海南話（瓊文話）與雷州話的合稱。
海南話與雷州話均脫胎自古代閩南語。宋代末期，由於戰亂，大量閩南人離開故鄉，遷徙到雷州半島和海南島沿海一帶。他們與臨高人長期相鄰而居，其所操的閩南語同臨高話（屬壯侗語系）發生語言接觸，再加上同閩南地區地理上相互隔絕，語調和詞彙等多方面都形成很大差異，以至於難以互通。
瓊雷話可分為瓊文片和雷州片兩個片區，兩個片區大體可以互相通話。但兩者之間仍存在不小差異，因而部份學者認為海南話和雷州話之間是獨立語言關係。
雖然閩語方言研究的規模和水平在漢語族語言中都處於領先地位，但海南話與雷州話的研究領域卻長期處於空白狀態，且長期被認為是闽南语的方言。20世紀70年代以後，才開始有人對海南話進行系統的調查。此後，語言學界開始把海南話和雷州話自閩南語中劃出。1987年出版的《中國語言地圖集》裡，正式將他們自閩南語中劃出。